# Camillo Romano Avezzana

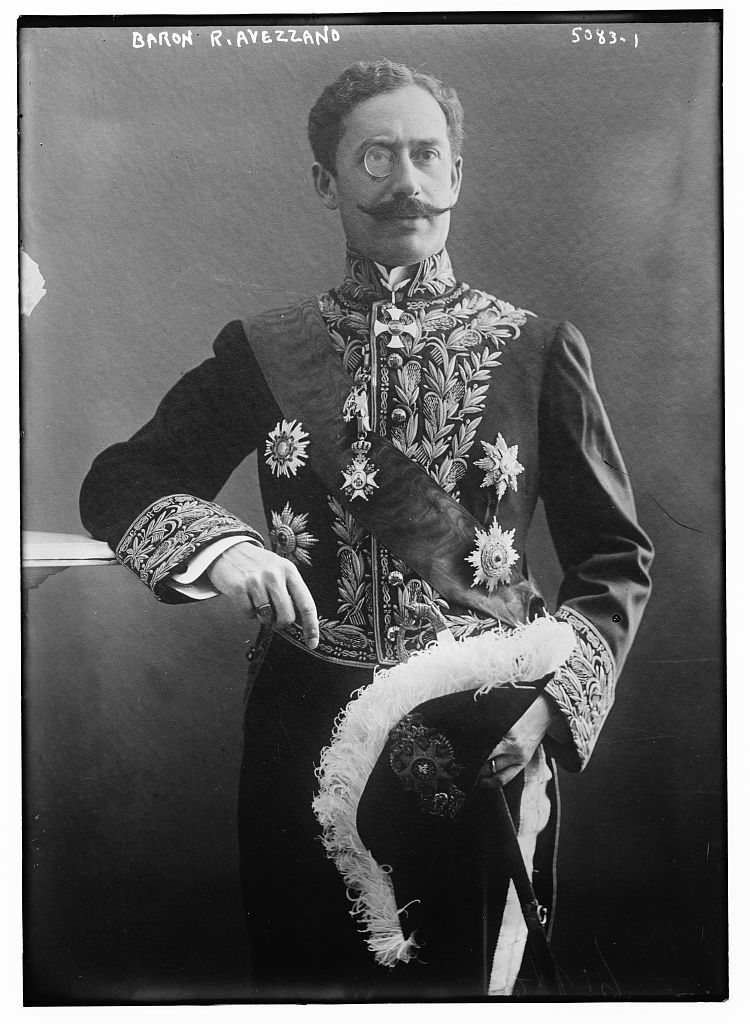
Camillo Romano Avezzana

Camillo Furio Romano-Avezzana (* 4. Oktober 1867 in Neapel; † 15. Juni 1949 in Eboli) war  ein italienischer Diplomat.

## Leben
Von 1907 bis 17. April 1910 war er Gesandter in Teheran. Am 13. Juli 1911 wurde er zum außerordentlichen und bevollmächtigten Gesandten zweiter Klasse und am 23. Februar 1918 Gesandten erster Klasse befördert. Von 1919 bis 25. Februar 1921 war er Gesandter in Washington, D.C. Vom 29. Oktober und 23. November 1921 war er Delegierten auf der Konferenz in Portorož der Nachfolgestaaten Österreich-Ungarns, Frankreichs, USA und des Vereinigten Königreichs zum Eisenbahn-, Post- und Telegrafiewesen. Am 29. Januar 1922 war er Generalsekretär an der Konferenz von Genua. Von 10. November 1922 bis 6. Februar 1927 war er Gesandter in Paris. Am 18. Juli 1930 war er Mitglied des griechisch-italienischen Vermittlungsausschuss Kommission.
Am 23. Januar 1934 nahm ihn Viktor Emanuel III. in seinen Senato del Regno auf.